# Сиренити (група)
 Тази статия е за австрийската група.  За немската група вижте Фол ъф Сиренити.  
Сиренити (на английски: Serenity) е симфонична метъл група от Тирол, Австрия.
Сиренити е основана през януари 2001 г. Марио Хирцингер, Матиас Анкер и Стефан Ванкер вече са активни заедно като Макфармърсън от няколко години. Братята Шипфлингер се присъединяват към останалата част от тази група в края на 1999 г., тъй като барабанистът Михаелл Стейми и Матиас Анкер също напуснаха по това време. Вдъхновен от групи като британската прог рок група Arena, Дрийм Тиътър, Savatage, но също и напр. Sentenced създават няколко песни, но за година и половина те намират слушатели само в репетиционната. Със завръщането на китариста Матиас Анкер в началото на 2001 г., вече пълната група е кръстена Сиренити, базирана на инструментална пиеса от групата Arena. Първият е през същата година демо запис Starseed VR започва, компактдискът е издаден през февруари 2002 г.
В края на 2003 г. се появяват първите пукнатини в състава, когато Матиас обявява напускането си. През февруари 2004 г. Георг Нойхаузер, Томас Бухбергер и Саймън Холцкнехт, които от известно време се опитват да създадат метъл група, се свързват с Марио Хирцингер. По това време има конкретни планове за създаване на нова група, наречена Mysteria и за да се съберат, а вторият китарист, планиран за този проект, внезапно вече не е на разположение, също и барабанистът, който всъщност е планиран, не се появява на първата репетиция заедно китариста и така Андреас Шипфлингер се налага да се намеси веднага. Стефан Ванкър признава големия потенциал на този състав и предлага обединяването на Сиренити и новия проект на групата - той ще се откаже от позицията на басист. Така че те останаха със старото име, което вече беше установено в района и само леко промениха стила си към мелодичен-прогресив пауър метъл. Стефан Шипфлингер напуска групата скоро след това поради музикални различия с новия състав. Няколко месеца по-късно, на 2 август 2004 г., дойде първият акцент в кариерата на групата, изпълнение в подкрепа на Рони Джеймс Дио.
През пролетта на 2005 г. е пуснато демото Engraved Within, продуцирано от Том Бухбергер (технология за запис/звук) и Ян Вачик (миксиране/мастеринг), което получава множество добри отзиви и, наред с други неща, е избрано за демо на месеца в Rock Hard и Metal Hammer. Няколко предложения са получени от звукозаписни компании, но групата не ги харесва, поради което работят сами по първия си албум. Записите са направени в Dreamscape Studios в Мюнхен (продуцент Jan Vacik) и са миксирани и мастерирани в Finnvox Studios„ завършен в Хелзинки. Оркестровите партии са произведени в Чехия, произведенията идват от Seth-Design в Атина. По време на тази работа групата е в контакт с лейбъла Napalm Records, с когото най-накрая подписват през декември 2006 г. През март 2007 г. Сиренити тръгват на турне в немскоговорещите страни като подгряваща група на Morgana Lefay и Sacred Steel, включително концерт в Ротердам.
На 27 април 2007 г. Napalm Records издават дебютния албум Words Untold & Dreams Unlived в Европа (включително Русия), на 8 май 2007 г. също в Северна Америка и накрая на 1 юни 2007 г. чрез Rock Empire в Китай. През юли 2007 г. албумът, който получава добри отзиви в цяла Европа, издаден е и в Япония. През август/септември същата година Сиренити обикалят Европа за две седмици с Threshold, Communic и Machine Men. Друго турне, този път с Камелот, което отвежда групата от Лондон през Холандия и Франция до Испания, се провежда през септември/октомври 2007 г.
Вторият дългосвирещ албум се нарича Fallen Sanctuary и е продуциран от декември 2007 г. до април 2008 г. В допълнение към Том Бухбергер (китари, предпродукция, монтаж и т.н.) от Сиренити, Ян Вачик (Dreamscape Studios) отново е силно ангажиран в процеса на запис; той записа барабаните и баса и допринася с идеи относно аранжиментите на песните. Микс и мастеринг от страхотния сценичен Якоб Хансен. Оливър Филипс, известен със своята група Everon, е творческият ум зад оркестровите партии, а вокалните записи с хоровете са аранжирани от Ланвал от Edenbridge. Обложката е на Густаво Сазес, бразилски художник. Записът е издаден в Европа между 27 август и 1 септември 2008 г., последван от изданието в Северна Америка на 9 септември.
Следва друго турне през пролетта на 2009 г. с американската група Камелот, което превежда Сиренити из цяла Европа. През есента на 2009 г. са завършени още две европейски турнета, а именно с Edenbridge и по-късно отново с английската група Threshold.
През 2010 г. Саймън Холцкнехт напуска групата по лични причини и е заменен от италианския басист Фабио Д'Аморе (Pathosray, Syrayde, Fairyland, Mirrormaze).
На 25 февруари 2011 г. Сиренити издават албума Death & Legacy в Европа и Япония, последван от САЩ и Канада на 15 март 2011 г. чрез Napalm Records/EDEL Distribution и Marquee Avalon в Япония, съответно. Албумът се основава на историческа концепция около личности като Галилео Галилей, сър Франсис Дрейк, Албрехт Дюрер и други. По симфоничния концептуален албум се работи около 2 години. Продуцентският екип отново се състои от Бухбергер, Вацик, Филипс.
През март/април/май 2011 г. в цяла Европа са изнесени различни хедлайнерски концерти, както и изяви в разгара на Епика, Delain & Leaves' Eyes. По-късно през годината те също взимат участие в турнето на фестивала Out Of The Dark в цяла Европа.
През 2012 г. групата се концентрира основно върху албума, който е издаден през 2013 г., както и няколко изяви с Delain и като хедлайнер в Европа. През септември 2012 групата свири за първи път в САЩ на фестивала ProgPower USA.
През 2013 г. Сиренити тръгват на първото си хедлайнерско турне, за да популяризират четвъртия си албум War of Ages. Специални гости за турнето свириха Visions of Atlantis и Souldrinker. Турнето с общо десет концерта води през седем държави - въпреки че концертът в Прателн трябва да бъде преместен от Galery в Z7 поради големия отзвук. Преди турнето, Клементин Делони е представена като нов член на групата през януари, тя вече има няколко концерта с групата през 2012 г., включително ProgPower USA. Дебютът на Metal Female Voices Fest е насрочен и обявен за октомври в Белгия. По време на турнето Франц-Йозеф Хаузер поема клавишните инструменти от Марио Хирцингер, който обявява напускането си на групата в края на октомври 2012 г.
С успеха от предходната година, хедлайнерското турне продължава през пролетта на 2014 г. В допълнение към 10 концерта в Австрия, Германия и Холандия, появата на Prog Power Metal Fest в Монс (Белгия) е връхната точка на втория етап от турнето. Включени са Beyond the Bridge и Midriff. По лични причини Томас Бухбергер не успява да участва във всички представления. За него бившият китарист на VoA Кристиан Хермсдорфер отново излиза на сцената със Сиренити Останалата част от годината носи на феновете още концерти с Delain и Ксандрия, както и участия на Out & Loud Festival (D) и Masters Of Rock (CZ). Групата е с австрийските музикални награди „Amadeus“ номинирани в категорията Rock/Hard & Heavy. Том Бухбергер (китара, автор на песни, копродуцент) напуска групата по лични причини.
2015 година започва с обявяване на няколко концерта; отново заедно с Delain. В началото на февруари е потвърдено, че те продължават да работят по нов материал и че трябва да се направят някои промени поради оставащата свободна позиция на клавиатурите. Най-голямата промяна е припомнянето и затова Серенити и Клементин Делони се разделят.
Първоначално единственото хедлайнерско шоу беше на Dark Valentine в Бърно, последвано от мини-турне с разпродадени концерти в Кьолн и Франкфурт заедно с Delain. През втората половина на годината има планове те да отидат във Финландия за първи път като съпорт на Стратовариус и да се появят на няколко фестивала, включително първото издание на Autumn Moon в Хамелн. Краят на годината започва с продуцирането на петия албум Codex Atlanticus. С този албум Крис Хермсдорфер също е представен като официален член на групата и по този начин наследник на Томас Бухбергер. За да популяризират албума, отиват на съвместно турне с Ксандрия през февруари. През март и април продължават заедно с Battle Beastв са подкрепа на Powerwolf.
През пролетта на 2017 групата е наградена с наградата „Amadeus“ в категорията Hard & Heavy.

## Дискография
- 2002: Starseed V.R. (Demo)
- 2005: Engraved Within (Demo + CD-Rom-Part)
- 2007: Words Untold & Dreams Unlived (Napalm Records)
- 2008: Fallen Sanctuary
- 2011: Death & Legacy
- 2013: War of Ages
- 2016: Codex Atlanticus
- 2017: Lionheart
- 2020: The Last Knight